# Jean-Pierre Léaud

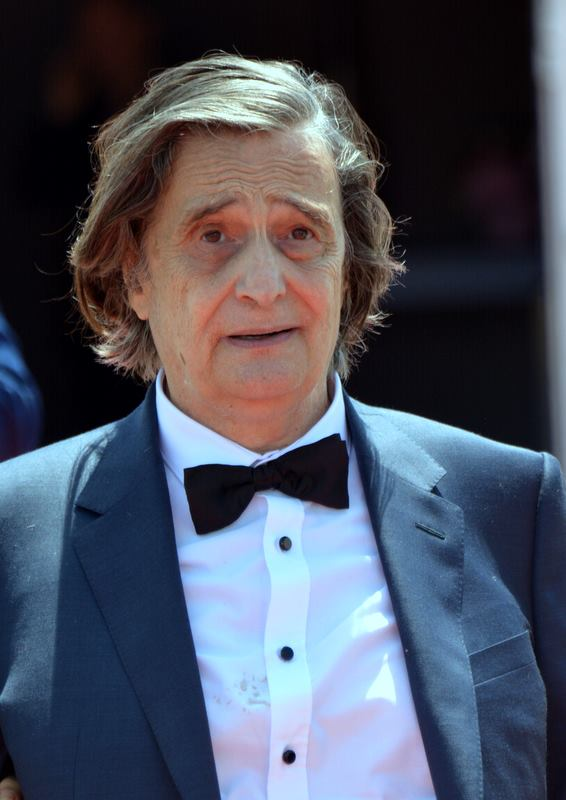
Jean-Pierre Léaud (2017)

Jean-Pierre Léaud (ur. 5 maja 1944 w Paryżu) – francuski aktor, scenarzysta i reżyser.
Syn scenarzysty Pierre’a Léauda (ur. 1905) i aktorki Jacqueline Pierreux (ur. 15 stycznia 1923, zm. 10 marca 2005), debiutował na ekranie w wieku czternastu lat w dramacie przygodowym Kawaler króla jegomości (La Tour, prends garde!, 1958). Rok później wystąpił jako Antoine Doinel, częściowo autobiograficzny charakter oparty na wydarzeniach z życia francuskiego reżysera filmowego François Truffauta w dramacie Czterysta batów (Les quatre cents coups, 1959). Rolę Antoine’a Doinela zagrał jeszcze potem czterokrotnie w filmach Truffauta; w jednej z części dramatu Miłość dwudziestolatków (L'mour à vingt ans, 1962) – pt. Antoine i Colette (Antoine et Colette), melodramacie Skradzione pocałunki (Baisers volés, 1968), komediodramacie Małżeństwo (Domicile conjugal, 1970) i komediodramacie Uciekająca miłość (L’amour en fuite1979). W ostatnich trzech filmach jego partnerką jest Claude Jade.
Współpracował także z takimi reżyserami jak Jean-Luc Godard (Męski – żeński: 15 scen z życia (Masculin, féminin: 15 faits précis, 1966) z Marlène Jobert, Chinka (La Chinoise, 1967), Weekend (Week End, 1967) z Mireille Darc, Detektyw (Détective, 1985) u boku Nathalie Baye, Julie Delpy, Emmanuelle Seigner i Johnny’ego Hallydaya), Pier Paolo Pasolini (Chlew (Porcile, 1969) z Marco Ferreri), Bernardo Bertolucci (Ostatnie tango w Paryżu (Ultimo tango a Parigi, 1972) u boku Marlona Brando), Catherine Breillat (Rozmiar 36, dziewczęcy (36 fillette, 1988)) i Aki Kaurismäki (Wynająłem płatnego mordercę (I Hired a Contract Killer, 1990) z udziałem Serge Reggiani i Joego Strummera).

## Filmografia
- 1958: Kawaler króla jegomości (La Tour, prends garde!) jako Pierrot
- 1959: Czterysta batów (Les quatre cents coups) jako Antoine Doinel
- 1960: Bulwar (Boulevard) jako Georges
- 1960: Testament Orfeusza (Le Testament d'Orphée, ou ne me demandez pas pourquoi!) jako Dargelos
- 1962: Miłość dwudziestolatków (L'mour à vingt ans) jako Antoine Doinel
- 1963: Miłość nad morzem (L’Amour à la mer) jako chłopak w metro
- 1964: Mata Hari, agent H-21 (Mata-Hari) jako Absalon
- 1965: Szalony Piotruś (Pierrot le fou) jako młody człowiek w kinie
- 1965: Alphaville (Alphaville, une étrange aventure de Lemmy Caution)
- 1966: Męski - żeński: 15 scen z życia (Masculin, féminin: 15 faits précis) jako Paul
- 1967: Najstarszy zawód świata (Le Plus vieux métier du monde) jako boy hotelowy
- 1967: Start (Le Depart) jako Marc
- 1967: Chinka (La Chinoise) jako Guillaume
- 1968: Dialog 20-40-60 (Dialóg 20-40-60) jako Adamík
- 1968: Skradzione pocałunki (Baisers volés) jako Antoine Doinel
- 1969: Chlew (Porcile) jako Julian Klotz
- 1970: Małżeństwo (Domicile conjugal) jako Antoine Doinel
- 1971: Dwie Angielki i kontynent (Les Deux anglaises et le continent) jako Claude Roc
- 1972: Ostatnie tango w Paryżu (Ultimo tango a Parigi) jako Tom
- 1973: Noc amerykańska (La Nuit américaine) jako Alphonse
- 1973: Mama i dziwka (La Maman et la putain) jako Alexandre
- 1973: Szkoła uczuć (L'Éducation sentimentale) jako Frédéric Moreau
- 1979: Uciekająca miłość (L’amour en fuite) jako Antoine Doinel
- 1985: Wyspa skarbów (Treasure Island) jako Midas
- 1985: Detektyw (Détective) jako inspektor Neveu
- 1988: Rozmiar 36, dziewczęcy (36 fillette) jako Boris Golovine
- 1989: Bunker Palace Hôtel jako Solal
- 1990: Wynająłem płatnego mordercę (I Hired a Contract Killer) jako Henri Boulanger
- 1991: Paryż się budzi (Paris s'éveille) jako Clement
- 1992: Życie cyganerii (La Vie de Boheme) jako Blancheron
- 1993: Narodziny miłości (La Naissance de l’amour) jako Marcus
- 1995: Sto i jedna noc (Les Cent et une nuits) jako Le second Jean-Pierre
- 1996: Mój mężczyzna (Mon homme) jako M. Claude
- 1997: Kocha, lubi, zdradza... (Pour rire!) jako Nicolas/Pierre
- 1998: Elizabeth
- 1999: Innocenty (Innocent) jako Poeta
- 2000: Sprawa Marcorelle'a (L'Affaire Marcorelle) jako Francois Marcorelle
- 2000: Pornograf (Le Pornographe) jako Jacques Laurent
- 2003: Marzyciele (The Dreamers) w roli samego siebie
- 2005: Widziałem, jak zginął Ben Barka (J'ai vu tuer Ben Barka) jako Georges Franju
- 2016: Śmierć Ludwika XIV (La Mort de Louis XIV) jako Ludwik XIV